# Fernando Torres González
Fernando Torres González (Saragossa, 26 d'agost de 1946) és un militar aragonès, segon Inspector General de l'Exèrcit de Terra amb seu a Barcelona fins 2010. És diplomat d'Estat Major, Estats Majors Conjunts, Intel·ligència Tàctica, Suport Aeri, Guerra Nuclear, Biològica i Química i està especialitzat en carros de combat.
Fill d'un militar, en 1965 ingressà a l'Acadèmia General Militar, on en 1969 assolí el grau de tinent. Fou aleshores destinat al Centre d'Instrucció de Reclutes n. 12 a El Ferral de Benesga (província de Lleó) i després al Regimient d'Infanteria Vizcaya 21 a Alcoi i al Terç "Duque de Alba" a Ceuta. Ascendit a capità, fou destinat a la capitania de la V Regió Militar (Saragossa) i al Centre d'Instrucció de Reclutes n. 10 de San Gregorio (Saragossa). En 1996 fou ascendit a coronel i destinat com a professor i cap d'estudis a l'Acadèmia General Militar, de la que en seria nomenat director quan fou ascendit a general el 2000. Ocupà el càrrec fins 2003, quan fou ascendit a general de divisió i fou nomenat Cap del Comandament de Suport Logístic Regional Pirinenc (Malperir) i Comandant Militar de les províncies de Saragossa i Terol.
L'1 de desembre de 2006 fou ascendit a tinent general i nomenat segon Inspector General de l'Exèrcit de Terra en substitució de Francisco Boyero, que passava a la reserva. Va ocupar el càrrec fins que passà a la reserva el 14 d'abril de 2010.